# Tour of Britain 2009
Il Tour of Britain 2009, sesta edizione della corsa, si svolse dal 12 al 19 settembre 2009 su un percorso di 1198 km ripartiti in 8 tappe, con partenza da Scunthorpe e arrivo a Londra. Fu vinto dal norvegese Edvald Boasson Hagen del Team Columbia davanti all'australiano Chris Sutton e al tedesco Martin Reimer.

## Tappe
| Tappa  | Data         | Percorso                        | km    | Vincitore di tappa   | Leader cl. generale  |
| ------ | ------------ | ------------------------------- | ----- | -------------------- | -------------------- |
| 1ª     | 12 settembre | Scunthorpe > York               | 172,6 | Chris Sutton         | Chris Sutton         |
| 2ª     | 13 settembre | Darlington > Gateshead          | 153,3 | Kai Reus             | Kai Reus             |
| 3ª     | 14 settembre | Peebles > Gretna                | 153,8 | Edvald Boasson Hagen | Kai Reus             |
| 4ª     | 15 settembre | Blackpool > Blackpool           | 148   | Edvald Boasson Hagen | Kai Reus             |
| 5ª     | 16 settembre | Stoke-on-Trent > Stoke-on-Trent | 134   | Edvald Boasson Hagen | Edvald Boasson Hagen |
| 6ª     | 17 settembre | Frome > Bideford                | 183,7 | Edvald Boasson Hagen | Edvald Boasson Hagen |
| 7ª     | 18 settembre | Hatherleigh > Yeovil            | 159,7 | Ben Swift            | Edvald Boasson Hagen |
| 8ª     | 19 settembre | Londra > Londra                 | 92,5  | Michele Merlo        | Edvald Boasson Hagen |
| Totale | Totale       | Totale                          | 1198  |                      |                      |

## Dettagli delle tappe

### 1ª tappa
- 12 settembre: Scunthorpe > York – 172,6 km

| Pos. | Corridore     | Squadra    | Tempo    |
| ---- | ------------- | ---------- | -------- |
| 1    | Chris Sutton  | Garmin     | 4h07'59" |
| 2    | Michele Merlo | Barloworld | s.t.     |
| 3    | Ben Swift     | Katusha    | s.t.     |

| Pos. | Corridore        | Squadra     | Tempo    |
| ---- | ---------------- | ----------- | -------- |
| 1    | Chris Sutton     | Garmin      | 4h07'49" |
| 2    | Michele Merlo    | Barloworld  | a 4"     |
| 3    | Martin Mortensen | Vacansoleil | s.t.     |

### 2ª tappa
- 13 settembre: Darlington > Gateshead – 153,3 km

| Pos. | Corridore            | Squadra       | Tempo    |
| ---- | -------------------- | ------------- | -------- |
| 1    | Kai Reus             | Rabobank      | 3h38'32" |
| 2    | Alexander Kristoff   | Joker Bianchi | a 9"     |
| 3    | Edvald Boasson Hagen | Columbia      | s.t.     |

| Pos. | Corridore          | Squadra       | Tempo    |
| ---- | ------------------ | ------------- | -------- |
| 1    | Kai Reus           | Rabobank      | 7h46'14" |
| 2    | Chris Sutton       | Garmin        | a 16"    |
| 3    | Alexander Kristoff | Joker Bianchi | a 19"    |

### 3ª tappa
- 14 settembre: Peebles > Gretna – 153,8 km

| Pos. | Corridore            | Squadra    | Tempo    |
| ---- | -------------------- | ---------- | -------- |
| 1    | Edvald Boasson Hagen | Columbia   | 3h38'01" |
| 2    | Michele Merlo        | Barloworld | s.t.     |
| 3    | Chris Sutton         | Garmin     | s.t.     |

| Pos. | Corridore            | Squadra  | Tempo     |
| ---- | -------------------- | -------- | --------- |
| 1    | Kai Reus             | Rabobank | 11h24'15" |
| 2    | Edvald Boasson Hagen | Columbia | a 11"     |
| 3    | Chris Sutton         | Garmin   | a 12"     |

### 4ª tappa
- 15 settembre: Blackpool > Blackpool – 148 km

| Pos. | Corridore            | Squadra  | Tempo    |
| ---- | -------------------- | -------- | -------- |
| 1    | Edvald Boasson Hagen | Columbia | 3h32'04" |
| 2    | Chris Sutton         | Garmin   | s.t.     |
| 3    | Martin Reimer        | Cervélo  | s.t.     |

| Pos. | Corridore            | Squadra  | Tempo     |
| ---- | -------------------- | -------- | --------- |
| 1    | Kai Reus             | Rabobank | 14h56'19" |
| 2    | Edvald Boasson Hagen | Columbia | a 1"      |
| 3    | Chris Sutton         | Garmin   | a 5"      |

### 5ª tappa
- 16 settembre: Stoke-on-Trent > Stoke-on-Trent – 134 km

| Pos. | Corridore            | Squadra  | Tempo    |
| ---- | -------------------- | -------- | -------- |
| 1    | Edvald Boasson Hagen | Columbia | 3h15'57" |
| 2    | Filippo Pozzato      | Katusha  | s.t.     |
| 3    | Russell Downing      | Candi TV | s.t.     |

| Pos. | Corridore            | Squadra  | Tempo     |
| ---- | -------------------- | -------- | --------- |
| 1    | Edvald Boasson Hagen | Columbia | 18h12'07" |
| 2    | Kai Reus             | Rabobank | a 9"      |
| 3    | Chris Sutton         | Garmin   | a 14"     |

### 6ª tappa
- 17 settembre: Frome > Bideford – 183,7 km

| Pos. | Corridore            | Squadra  | Tempo    |
| ---- | -------------------- | -------- | -------- |
| 1    | Edvald Boasson Hagen | Columbia | 4h05'20" |
| 2    | Martin Reimer        | Cervélo  | s.t.     |
| 3    | Russell Downing      | Candi TV | s.t.     |

| Pos. | Corridore            | Squadra  | Tempo     |
| ---- | -------------------- | -------- | --------- |
| 1    | Edvald Boasson Hagen | Columbia | 22h17'17" |
| 2    | Kai Reus             | Rabobank | a 19"     |
| 3    | Martin Reimer        | Cervélo  | a 21"     |

### 7ª tappa
- 18 settembre: Hatherleigh > Yeovil – 159,7 km

| Pos. | Corridore            | Squadra  | Tempo    |
| ---- | -------------------- | -------- | -------- |
| 1    | Ben Swift            | Katusha  | 3h52'19" |
| 2    | Filippo Pozzato      | Katusha  | s.t.     |
| 3    | Edvald Boasson Hagen | Columbia | s.t.     |

| Pos. | Corridore            | Squadra  | Tempo     |
| ---- | -------------------- | -------- | --------- |
| 1    | Edvald Boasson Hagen | Columbia | 26h09'32" |
| 2    | Kai Reus             | Rabobank | a 23"     |
| 3    | Martin Reimer        | Cervélo  | a 25"     |

### 8ª tappa
- 19 settembre: Londra > Londra – 92,5 km

| Pos. | Corridore       | Squadra    | Tempo    |
| ---- | --------------- | ---------- | -------- |
| 1    | Michele Merlo   | Barloworld | 1h56'55" |
| 2    | Koldo Fernández | Euskaltel  | s.t.     |
| 3    | Chris Sutton    | Garmin     | s.t.     |

| Pos. | Corridore            | Squadra  | Tempo     |
| ---- | -------------------- | -------- | --------- |
| 1    | Edvald Boasson Hagen | Columbia | 28h06'24" |
| 2    | Chris Sutton         | Garmin   | a 23"     |
| 3    | Martin Reimer        | Cervélo  | a 25"     |

## Classifiche finali

### Classifica generale
| Pos. | Corridore            | Squadra                      | Tempo     |
| ---- | -------------------- | ---------------------------- | --------- |
| 1    | Edvald Boasson Hagen | Team Columbia                | 28h06'24" |
| 2    | Chris Sutton         | Garmin-Slipstream            | a 23"     |
| 3    | Martin Reimer        | Cervélo TestTeam             | a 25"     |
| 4    | Kai Reus             | Rabobank                     | a 26"     |
| 5    | Russell Downing      | Candi TV-Pinarello RT        | a 39"     |
| 6    | Geraint Thomas       | Barloworld                   | a 43"     |
| 7    | Geoffroy Lequatre    | Agritubel                    | s.t.      |
| 8    | Simon Clarke         | ISD-Neri                     | a 47"     |
| 9    | Reinier Honig        | Vacansoleil Pro Cycling Team | a 49"     |
| 10   | Kristian House       | Rapha-Condor-Recycling.co.uk | s.t.      |